# Дюпон-Рок, Кристиан
Кристиа́н Дюпо́н-Рок (фр. Christian Dupont-Roc; род. Межев) — французский и нидерландский кёрлингист.
В составе мужской сборной Франции участник двух чемпионатов мира и трёх чемпионатов Европы. В составе мужской сборной Нидерландов участник двух чемпионатов Европы. В составе юниорской мужской сборной Франции участник двух юниорских чемпионатов мира.
Играл в основном на позициях второго и третьего.

## Команды
| Сезон      | Четвёртый          | Третий             | Второй             | Первый                                  | Запасной                                             | Турниры                              |
| ---------- | ------------------ | ------------------ | ------------------ | --------------------------------------- | ---------------------------------------------------- | ------------------------------------ |
| Франция    |                    |                    |                    |                                         |                                                      |                                      |
| 1982—83    | Доминик Дюпон-Рок  | Патрик Филипп      | Кристиан Дюпон-Рок | Тьерри Мерсье                           |                                                      | ЧМЮ 1983 (9 место)                   |
| 1983—84    | Доминик Дюпон-Рок  | Philippe Pomi      | Кристиан Дюпон-Рок | Тьерри Мерсье                           |                                                      | ЧМЮ 1984 (8 место)                   |
| 1985—86    | Доминик Дюпон-Рок  | Кристиан Дюпон-Рок | Тьерри Мерсье      | Даниэль Козетто (ЧЕ) Патрик Филипп (ЧМ) |                                                      | ЧЕ 1985 (11 место) ЧМ 1986 (7 место) |
| 1988—89    | Доминик Дюпон-Рок  | Кристиан Дюпон-Рок | Даниэль Козетто    | Патрик Филипп                           | Тьерри Мерсье (ЧМ)                                   | ЧЕ 1988 (5 место) ЧМ 1989 (9 место)  |
| 1993—94    | Жан Анри Дюкро     | Кристиан Дюпон-Рок | Лионель Турнье     | Сирил Прюне                             | Тьерри Мерсье                                        | ЧЕ 1993 (6 место)                    |
| Нидерланды |                    |                    |                    |                                         |                                                      |                                      |
| 1998—99    | Флорис ван Имхофф  | Кристиан Дюпон-Рок | Роб Вилайн         | Jaap Veerman                            |                                                      | ЧЕ 1998 (9 место)                    |
| 2000—01    | Кристиан Дюпон-Рок | Флорис ван Имхофф  | Роб Вилайн         | Jaap Veerman                            | Robert van der Cammen тренеры: Даррелл Элл, Gail Ell | ЧЕ 2000 (9 место)                    |

(скипы выделены полужирным шрифтом)